# RAP2B
RAP2B (англ. RAP2B, member of RAS oncogene family) – білок, який кодується однойменним геном, розташованим у людей на короткому плечі 3-ї хромосоми.  Довжина поліпептидного ланцюга білка становить 183 амінокислот, а молекулярна маса — 20 504.
| 10         |  | 20         |  | 30         |  | 40         |  | 50         |
| ---------- |  | ---------- |  | ---------- |  | ---------- |  | ---------- |
| MREYKVVVLG |  | SGGVGKSALT |  | VQFVTGSFIE |  | KYDPTIEDFY |  | RKEIEVDSSP |
| SVLEILDTAG |  | TEQFASMRDL |  | YIKNGQGFIL |  | VYSLVNQQSF |  | QDIKPMRDQI |
| IRVKRYERVP |  | MILVGNKVDL |  | EGEREVSYGE |  | GKALAEEWSC |  | PFMETSAKNK |
| ASVDELFAEI |  | VRQMNYAAQP |  | NGDEGCCSAC |  | VIL        |  |            |

A: Аланін

C: Цистеїн

D: Аспарагінова кислота

E: Глутамінова кислота

F: Фенілаланін

G: Гліцин

I: Ізолейцин

K: Лізин

L: Лейцин

M: Метіонін

N: Аспарагін

P: Пролін

Q: Глутамін

R: Аргінін

S: Серин

T: Треонін

V: Валін

W: Триптофан

Білок має сайт для зв'язування з нуклеотидами, ГТФ. 
Локалізований у мембрані, ендосомах.